# Landtagswahlkreis Lüneburg
Der Wahlkreis Lüneburg ist ein Wahlkreis zur Wahl des niedersächsischen Landtags. Er umfasst vom Landkreis Lüneburg die Hansestadt Lüneburg sowie die Samtgemeinden Amelinghausen, Bardowick und Gellersen. Bei der Landtagswahl 2008 gehörte auch noch die Gemeinde Adendorf zum Wahlkreis.

## Landtagswahl 2022
| Landtagswahl in Niedersachsen 2022 – WK LüneburgZweitstimmen %403020100 30,5 %26,1 %19,2 %8,3 %4,8 %4,8 %1,5 %1,5 %1,3 %0,6 %0,4 %0,9 % SPDGrüneCDUAfDFDPLinkeBasisPARTEITierschutzFWPiratenSonst.Gewinne und Verlusteim Vergleich zu 2017 %p 12 10 8 6 4 2 0 −2 −4 −6 −8−2,5 %p+10,1 %p−6,9 %p+2,1 %p−3,0 %p−2,7 %p+1,5 %p+0,7 %p+0,6 %p+0,3 %p+0,2 %p−0,4 %pSPDGrüneCDUAfDFDPLinkeBasisPARTEITierschutzFWPiratenSonst. |

| Gegenstand der Nachweisung | Gegenstand der Nachweisung | Erst- stimmen | Erst- stimmen | Zweit- stimmen | Zweit- stimmen |
| Bewerber                   | Partei                     | Anzahl        | %             | Anzahl         | %              |
| -------------------------- | -------------------------- | ------------- | ------------- | -------------- | -------------- |
| Wahlberechtigte            | Wahlberechtigte            | 74.346        | 74.346        | 74.346         | 74.346         |
| Wähler                     | Wähler                     | 45.668        | 45.668        | 61,4 %         | 61,4 %         |
| Ungültige Stimmen          | Ungültige Stimmen          | 376           | 0,8           | 322            | 0,7            |
| Gültige Stimmen            | Gültige Stimmen            | 45.292        | 99,2          | 45.346         | 99,3           |
| davon                      |                            |               |               |                |                |
| Anna Bauseneick            | CDU                        | 9.267         | 20,5          | 8.694          | 19,2           |
| Andrea Schröder-Ehlers     | SPD                        | 13.241        | 29,2          | 13.808         | 30,5           |
| Pascal Mennen              | GRÜNE                      | 13.566        | 30,0          | 11.854         | 26,1           |
| Anna-Lena Narewski         | FDP                        | 1.796         | 4,0           | 2.195          | 4,8            |
| Nicolas Andreas Lehrke     | AfD                        | 3.814         | 8,4           | 3.761          | 8,3            |
| Ruth Rogée                 | DIE LINKE                  | 1.801         | 4,0           | 2.192          | 4,8            |
| Matthias Busse             | dieBasis                   | 859           | 1,9           | 700            | 1,5            |
|                            | FREIE WÄHLER               |               |               | 259            | 0,6            |
|                            | Die Humanisten             | 91            | 0,2           |                |                |
| Lukas Bieber               | Die PARTEI                 | 948           | 2,1           | 672            | 1,5            |
|                            | Gesundheitsforschung       |               |               | 131            | 0,3            |
|                            | Tierschutzpartei           | 594           | 1,3           |                |                |
|                            | PIRATEN                    | 199           | 0,4           |                |                |
|                            | Volt                       | 196           | 0,4           |                |                |

## Landtagswahl 2017
Zur Landtagswahl in Niedersachsen 2017 traten im Wahlkreis Lüneburg neun Direktkandidaten an. Direkt gewählte Abgeordnete ist Andrea Schröder-Ehlers (SPD). Über die Landeslisten rückten außerdem Detlev Schulz-Hendel (Bündnis 90/Die Grünen) und Stephan Bothe (AfD) in den Landtag ein.
| Partei                | Direktkandidat         | Erststimmen | Zweitstimmen |
| --------------------- | ---------------------- | ----------- | ------------ |
| CDU                   | Alexander Schwake      | 28,5        | 26,1         |
| SPD                   | Andrea Schröder-Ehlers | 38,5        | 33,0         |
| Bündnis 90/Die Grünen | Detlev Schulz-Hendel   | 13,7        | 16,0         |
| FDP                   | Berni Wiemann          | 5,6         | 7,8          |
| DIE LINKE             | Christoph Podstawa     | 7,3         | 7,5          |
| AfD                   | Stephan Bothe          | 6,3         | 6,2          |
| BGE                   |                        |             | 0,6          |
| DM                    |                        |             | 0,2          |
| Freie Wähler          |                        |             | 0,3          |
| LKR                   | Fronke Gerken          | 0,2         | 0,1          |
| ÖDP                   |                        |             | 0,2          |
| Die PARTEI            |                        |             | 0,8          |
| Tierschutzpartei      |                        |             | 0,7          |
| Piratenpartei         |                        |             | 0,2          |
| V-Partei³             |                        |             | 0,2          |

Die Wahlbeteiligung betrug 65,2 %.

## Landtagswahl 2013
Zur Landtagswahl in Niedersachsen 2013 traten im Wahlkreis Lüneburg neun Direktkandidaten an. Direkt gewählte Abgeordnete ist Andrea Schröder-Ehlers (SPD). Minister Bernd Althusmann verpasste den Wiedereinzug in den Landtag.
| Partei                | Direktkandidat                  | Erststimmen | Zweitstimmen |
| --------------------- | ------------------------------- | ----------- | ------------ |
| SPD                   | Andrea Schröder-Ehlers          | 37,5        | 28,4         |
| CDU                   | Bernd Althusmann                | 33,1        | 27,5         |
| Bündnis 90/Die Grünen | Detlev Schulz-Hendel            | 17,2        | 25,1         |
| FDP                   | Edzard Aurelius Schmidt-Jortzig | 2,8         | 9,1          |
| Die Linke             | Michél Pauly                    | 3,7         | 3,9          |
| Piratenpartei         | Daniel Brügge                   | 2,6         | 3,2          |
| Freie Wähler          | Gunter Runkel                   | 1,3         | 1,1          |
| NPD                   | Manfred Börm                    | 0,8         | 0,9          |
| Bündnis 21/RRP        | Bernd Wald                      | 0,9         | 0,6          |
| Die Freiheit          |                                 |             | 0,3          |
| PBC                   |                                 |             | 0,1          |

Die Wahlbeteiligung betrug 59,8 %.

## Landtagswahl 2008
Zur Landtagswahl in Niedersachsen 2008 traten im Wahlkreis Lüneburg sieben Direktkandidaten an. Direkt gewählter Abgeordneter ist Bernd Althusmann (CDU). Nachdem der heutige Kultusminister Althusmann am 16. Juni 2009 das Amt des Staatssekretärs im Niedersächsischen Kultusministerium annahm, legte er dafür sein Abgeordnetenmandat nieder. Für ihn rückte die niedersächsische Kultusministerin Elisabeth Heister-Neumann in den Landtag nach.
| Partei                     | Direktkandidat         | Erststimmen | Zweitstimmen |
| -------------------------- | ---------------------- | ----------- | ------------ |
| CDU                        | Bernd Althusmann       | 37,1        | 35,4         |
| SPD                        | Andrea Schröder-Ehlers | 35,4        | 27,5         |
| Bündnis 90/Die Grünen      | Andreas Meihsies       | 12,6        | 16,8         |
| Die Linke                  | Malte Riechey          | 7,6         | 8,4          |
| FDP                        | Karol Langenbrink      | 4,8         | 8,3          |
| NPD                        | Roman Greifenstein     | 1,3         | 1,4          |
| Freie Wähler Niedersachsen | Martin Gödecke         | 1,2         | 0,6          |
| Mensch Umwelt Tierschutz   |                        |             | 0,5          |
| Familien-Partei            |                        |             | 0,3          |
| PBC                        |                        |             | 0,2          |
| Ab jetzt                   |                        |             | 0,2          |
| Die Grauen                 |                        |             | 0,2          |
| ödp                        |                        |             | 0,1          |
| Die Friesen                |                        |             | 0,1          |
| Demokratische Alternative  |                        |             | 0,0          |
| Republikaner               |                        |             | 0,0          |